# Johannes Niederer (Geistlicher)

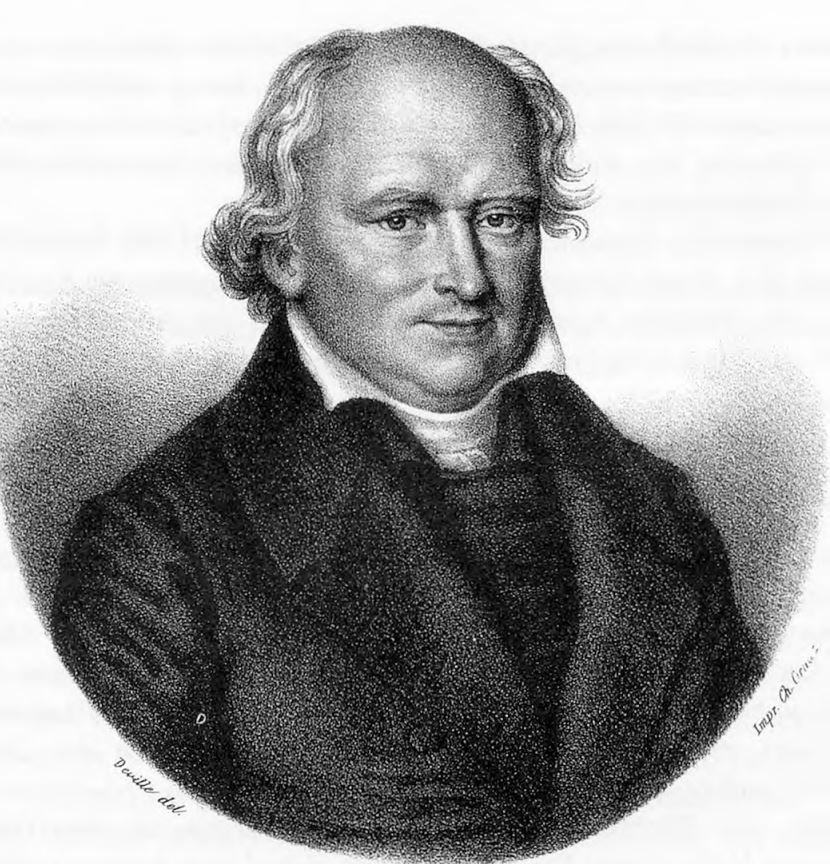
Johannes Niederer

Johannes Niederer (* 1. Januar 1779 in Lutzenberg AR; † 2. Dezember 1843 in Genf; heimatberechtigt in Lutzenberg) war ein evangelisch-reformierter Schweizer Pfarrer, Pädagoge und Philosoph aus dem Kanton Appenzell Ausserrhoden.

## Leben
Johannes Niederer war der Sohn des Hans Jakob Niederer, Zimmermann, und der Katharina Jacob. Er ehelichte 1814 Rosette Kasthofer. 
Niederer besuchte zunächst die Dorfschule in Lutzenberg und nahm nebenbei zusätzlichen Sprachunterricht in Wolfhalden. Er studierte von 1794 bis 1796 Theologie in Basel. Niederer wirkte von 1798 bis 1800 in Bühler und von 1800 bis 1803 in Sennwald als Pfarrer. Nach früheren Begegnungen und mehrjährigem Briefwechsel schloss er sich 1803 Johann Heinrich Pestalozzi an. Fortan arbeitete Niederer während vierzehn Jahren in Pestalozzis Instituten in Burgdorf, Münchenbuchsee und Yverdon. Er vermittelte und verteidigte die Anliegen seines Meisters, als dessen Jünger er sich sah. In dieser Zeit entstanden zahlreiche Veröffentlichungen, die Niederer Anerkennung im Kreis um Pestalozzi und im deutschsprachigen Ausland verschafften. 1813 erhielt er die Ehrendoktorwürde der Universität Tübingen, 1815 die der Universität Giessen. Anhaltende Konflikte und unterschiedliche Auffassungen in Fragen der Institutsleitung führten 1817 zur Trennung von Pestalozzi und Niederer im Streit. Niederer wechselte in der Folge an das Töchterinstitut seiner Frau, das 1838 von Yverdon nach Genf umzog. Er führte einen mehrjährigen Prozess gegen Pestalozzi und dessen Mitarbeiter Joseph Schmid. 
Niederer galt bereits zu Lebzeiten als wichtigster Mitarbeiter und Schüler Pestalozzis. Er begründete dessen sozialpolitische Auffassungen und pädagogische Erneuerungen philosophisch und behauptete diese gegen Kritik. Eine Reihe von Büchern und Streitschriften belegen seine fachliche und sprachliche Gewandtheit.

## Schriften
- Das Pestalozzische Institut an das Publikum. Eine Schutzrede gegen verläumderische Angriffe, veranlasst durch eine Rezension in den göttingischen gelehrten Anzeigen, und zugleich ein vorläufiger Beitrag zur Feststellung des Verhältnisses der gewöhnlichen Darstellungen und Beurtheilungen, besonders des offiziellen Berichts an die Tagsatzung zu Pestalozzi’s wirklicher Unternehmung. Yferten 1811.
- Schliessliche Rechtfertigung des Pestalozzischen Instituts gegen seine Verleumder durch Beantwortung der Fragen und Beleuchtung der Schmähschrift des Herrn J. H. Bremi, Chorherrn von Zürich. Iserten 1813.
- Erziehungswesen. Zürich: Gessner 1832.
- Doctor Johannes Niederer’s Briefe von 1797 bis 1803 an seinen Freund Tobler. Deutsche Buchhandlung von J. Kessmann, Genf 1845.